# Eadwig d'Inghilterra
Eadwig, o Eadvig, in italiano Eduino detto l'Onesto, in inglese antico Edwy All-Fair o Eadwig (Wessex, 940 circa – Gloucester, 1º ottobre 959), è stato re degli Anglosassoni dal 955 fino alla sua morte, regnando però solo sul Wessex a sud del Tamigi dal 957.

## Biografia
Figlio maggiore di re Edmondo I, Eadwig venne scelto dalla nobiltà per succedere come Re allo zio Edredo. Il suo breve regno venne segnato dai conflitti in corso con la sua famiglia, i thane, e in particolare la Chiesa, sotto la guida degli arcivescovi Dunstano di Canterbury e Oda.
Secondo una leggenda, i dissidi con Dunstano iniziarono il giorno della consacrazione di Eadwig, quando egli non presenziò ad un incontro di nobili. Quando Dunstano finalmente trovò il giovane monarca, egli stava amoreggiando con due donne: una nobildonna di nome Etelgive, sua futura suocera e, forse, la sua futura moglie Elgifu. Per questo si rifiutò di recarsi dal vescovo. Infuriato, Dunstano trascinò via Eadwig e lo costrinse a rinunciare alla ragazza in quanto "adultera". Successivamente resosi conto di aver provocato il Re, Dunstano scappò nel rifugio apparente del suo convento, ma Eadwig, incitato da Etelgive, lo seguì e saccheggiò il monastero. Anche se Dunstano riuscì a fuggire, si rifiutò di far ritorno in Inghilterra fino a dopo la morte di Eadwig.
Frustrati dalle imposizioni del Re e appoggiati dall'Arcivescovo Oda, i thane di Mercia e Northumbria passarono la loro fedeltà al fratello di Eadwig, Edgardo, nel 957. Eadwig venne sconfitto in battaglia a Gloucester, ma piuttosto che vedere la nazione precipitare nella guerra civile, venne raggiunto un accordo tra i nobili, con il quale il regno sarebbe stato diviso lungo il Tamigi, con Eadwig che avrebbe mantenuto il Wessex e il Kent a sud, ed Edgardo che avrebbe regnato a nord. Nei pochi anni restanti del suo regno, Eadwig governò più saggiamente e fece dei significativi doni alla Chiesa. Morì all'età di vent'anni, e gli succedette il suo fratello e rivale, Edgardo, che riunificò il regno. Fu sepolto a New Minster,

## Ascendenza
|                       |   |                   | Genitori        |  |  | Nonni |  |  | Bisnonni          |  |  | Trisnonni            |  |
|                       |   |                   |                 |  |  |       |  |  | Alfredo il Grande |  |  | Etelvulfo del Wessex |  |
|                       |   |                   |                 |  |  |       |  |  | Alfredo il Grande |  |  | Etelvulfo del Wessex |  |
|                       |   | Osburga           |                 |  |  |       |  |  | Alfredo il Grande |  |  |                      |  |
| Edoardo il Vecchio    |   |                   |                 |  |  |       |  |  | Alfredo il Grande |  |  |                      |  |
|                       |   | Ealhswith         | Aethelred Mucil |  |  |       |  |  |                   |  |  |                      |  |
|                       |   | Ealhswith         | Aethelred Mucil |  |  |       |  |  |                   |  |  |                      |  |
|                       |   | Ealhswith         | Eadburh         |  |  |       |  |  |                   |  |  |                      |  |
| Edmondo il Vecchio    |   | Ealhswith         |                 |  |  |       |  |  |                   |  |  |                      |  |
|                       |   | Sigehelm del Kent | …               |  |  |       |  |  |                   |  |  |                      |  |
|                       |   | Sigehelm del Kent | …               |  |  |       |  |  |                   |  |  |                      |  |
|                       |   | Sigehelm del Kent | …               |  |  |       |  |  |                   |  |  |                      |  |
| Edgiva di Kent        |   | Sigehelm del Kent |                 |  |  |       |  |  |                   |  |  |                      |  |
|                       |   | …                 | …               |  |  |       |  |  |                   |  |  |                      |  |
|                       |   | …                 | …               |  |  |       |  |  |                   |  |  |                      |  |
|                       |   | …                 | …               |  |  |       |  |  |                   |  |  |                      |  |
| Eduino del Wessex     |   | …                 |                 |  |  |       |  |  |                   |  |  |                      |  |
|                       | … | …                 |                 |  |  |       |  |  |                   |  |  |                      |  |
|                       | … | …                 |                 |  |  |       |  |  |                   |  |  |                      |  |
|                       | … | …                 |                 |  |  |       |  |  |                   |  |  |                      |  |
| …                     | … |                   |                 |  |  |       |  |  |                   |  |  |                      |  |
|                       |   | …                 | …               |  |  |       |  |  |                   |  |  |                      |  |
|                       |   | …                 | …               |  |  |       |  |  |                   |  |  |                      |  |
|                       |   | …                 | …               |  |  |       |  |  |                   |  |  |                      |  |
| Elgiva di Shaftesbury |   | …                 |                 |  |  |       |  |  |                   |  |  |                      |  |
|                       |   | …                 | …               |  |  |       |  |  |                   |  |  |                      |  |
|                       |   | …                 | …               |  |  |       |  |  |                   |  |  |                      |  |
|                       |   | …                 | …               |  |  |       |  |  |                   |  |  |                      |  |
| …                     |   | …                 |                 |  |  |       |  |  |                   |  |  |                      |  |
|                       |   | …                 | …               |  |  |       |  |  |                   |  |  |                      |  |
|                       |   | …                 | …               |  |  |       |  |  |                   |  |  |                      |  |
|                       |   | …                 | …               |  |  |       |  |  |                   |  |  |                      |  |
|                       |   | …                 |                 |  |  |       |  |  |                   |  |  |                      |  |

## Curiosità
L'episodio dei dissidi tra il re e e l'arcivescovo angolosassone Dunstano di Canterbury, e come riferiti dalla leggenda, vengono citati e descritti, con minuzia e fantasiosa ironia, anche dallo scrittore ed umorista britannico Jerome K. Jerome, nel suo celebre romanzo umoristico Tre uomini in barca.